# Tintin Anderzon
Pour les articles homonymes, voir Anderzon.
Tintin Anderzon, née le 16 avril 1964 à Järfälla dans le comté de Stockholm en Suède, est une actrice et réalisatrice suédoise.

## Biographie
Elle naît en 1964 à Järfälla dans le comté de Stockholm. Elle est la fille de l'actrice Kim Anderzon (en). Enfant, elle suit sa mère au théâtre Pistol (sv) à Stockholm et commence une carrière d'actrice au théâtre puis au cinéma et à la télévision à la fin des années 1970.
Dans les années 1980 et 1990, elle obtient principalement des rôles secondaires en Suède. Elle prend notamment part au premier film de Tuija-Maija Niskanen (fi) et à la comédie policière Mannen som blev miljonär de Mats Arehn (en) réalisé d'après le roman Maskerat brott de l'écrivain Olle Högstrand.
Elle remporte le Guldbagge Award de la meilleure actrice dans un second rôle en 1998 pour le film Adam & Eva d'Hannes Holm et Måns Herngren (sv).
Dans les années 2000, elle poursuit sa carrière au cinéma et apparaît dans plusieurs séries télévisées suédoises.
En 2011, elle est à l'affiche du film d'horreur Marianne, première réalisation de Filip Tegstedt (en).
En 2012, elle apparaît dans un épisode de la série télévisée Les Enquêtes d'Érica (Fjällbackamorden), série qui s'inspire des romans de l'écrivaine suédoise Camilla Läckberg.
En 2017, elle réalise un documentaire consacré à sa mère en collaboration avec son demi-frère Fredrik Egerstrand (sv).

## Filmographie

### Au cinéma
- 1977 : Tabu de Vilgot Sjöman
- 1979 : Den åttonde dagen d'Anders Grönros (en)
- 1980 : Mannen som blev miljonär de Mats Arehn (en)
- 1981 : Skål och välkommen de Birgitta Öhman (sv)
- 1982 : Avskedet de Tuija-Maija Niskanen (fi)
- 1986 : Le Sacrifice (Offret) d'Andreï Tarkovski (voix)
- 1986 : På liv och död de Marianne Ahrne
- 1990 : Macken – Roy's & Roger's Bilservice de Claes Eriksson (en)
- 1990 : I skog och mark de Johan Hagelbäck (sv)
- 1995 : En på miljonen d'Hannes Holm et Måns Herngren (sv)
- 1997 : Tic Tac de Daniel Alfredson
- 1997 : Slutspel de Stephan Apelgren (sv)
- 1997 : Adam & Eva d'Hannes Holm et Måns Herngren (sv)
- 1999 : En häxa i familjen d'Harald Hamrell (sv)
- 1999 : Stjärnsystrar de Tobias Falk
- 2000 : Före stormen de Reza Parsa (en)
- 2004 : Håkan Bråkan & Josef d'Erik Leijonborg
- 2010 : Sektor 236 - Tors vrede de Björne Hellquist et Robert Pukitis
- 2011 : Marianne de Filip Tegstedt (en)

### A la télévision

#### Séries télévisées
- 1974 : Engeln
- 1982 : Skulden de Mats Arehn (en)
- 1987 : Daghemmet Lyckan d'Humberto López y Guerra
- 1990 : Smash d'Hannes Holm et Måns Herngren (sv)
- 1997 : OP7 d'Erik Leijonborg
- 1998 : C/o Segemyhr
- 1998 : Nöjesredaktionen – I allmänhetens tjänst
- 1999 : 'En dag i taget
- 2000 : Brottsvåg
- 2001 : En ängels tålamod
- 2001 : Hurmorlabbet
- 2001 : Nya tider
- 2003 : Håkan Bråkan
- 2011 : Maria Wern, épisode Pojke försvunnen
- 2012 : Les Enquêtes d'Érica (Fjällbackamorden), épisode La Reine de la lumière (Ljusets drottning)

#### Téléfilms
- 1989 : Törnrosa

## Prix et distinctions
- Guldbagge Awards de la meilleure actrice dans un second rôle en 1998 pour son rôle dans Adam & Eva.